# Campaña de las islas Los Volcanes y Ryūkyū
La campaña de las islas Los Volcanes y Ryūkyū  fueron una serie de batallas y enfrentamientos entre las fuerzas de los Aliados y las fuerzas  del Imperio del Japón en la Segunda Guerra Mundial entre enero y junio de 1945.
La campaña tuvo lugar en los grupos de islas Los Volcanes y Ryūkyū. Las dos principales batallas terrestres de la campaña fueron las batallas de Iwo Jima (del 16 de febrero al 26 de marzo de 1945) y la de Okinawa (del 1 de abril al 21 de junio de 1945). Ocurrió una batalla naval importante, llamada Operación Ten-Go (7 de abril de 1945) por el título operativo que le dieron los japoneses.
La invasión aliada fue parte de la campaña del Japón destinada a proporcionar áreas de preparación para una posible invasión del archipiélago japonés, así como a apoyar el bombardeo aéreo y un bloqueo naval del territorio nipón. Sin embargo, los bombardeos atómicos de Hiroshima y Nagasaki y la intervención soviética a Manchuria hicieron que el gobierno japonés se rindiera sin que fuera necesaria una invasión armada.

## La invasión
La importancia estratégica de Iwo Jima era discutible. Los aliados consideraron que la isla era un área de preparación importante para futuras fuerzas de invasión, sin embargo, después de que los aliados capturaron Iwo Jima, su enfoque cambió de usar la isla como base área de preparación a emplear la isla como base para escoltas de combate y B-29. recuperación. Los japoneses tenían una estación de radar y pistas de aterrizaje para lanzar cazas que eliminarían los B-29 que asaltaban el continente japonés. Si es capturado por los estadounidenses, podría proporcionarles bases para escoltas de cazas para ayudar a los bombarderos B-29 a asaltar el Japón metropolitano, además de ser una pista de aterrizaje de emergencia para cualquier B-29 dañado que no pueda regresar a las Islas Marianas.
La operación para tomar Iwo Jima fue autorizada en octubre de 1944. El 19 de febrero de 1945 se lanzó la campaña por Iwo Jima. La isla estaba segura el 26 de marzo. Sólo unos pocos japoneses fueron capturados, ya que el resto murió o se suicidó cuando la derrota les sobrevino. Sin embargo, los estadounidenses sufrieron un gran número de bajas en su aterrizaje inicial, a diferencia de los combates principales. Los cazas comenzaron sus operaciones a partir del 11 de marzo, cuando se aseguraron los aeródromos y los primeros bombarderos atacaron las islas de origen.
Okinawa estaba justo en la puerta de Japón, proporcionando el trampolín para que los aliados invadieran el continente japonés. Mientras tanto, en Okinawa, 131.000 soldados japoneses buscaron una resistencia similar en comparación con Iwo Jima, tratando de derribar a los estadounidenses mientras desembarcaban de sus vehículos de aterrizaje. El general Mitsuru Ushijima se aseguró de que los estadounidenses ni siquiera se acercaran a las playas, utilizando kamikazes bajo el mando de Soemu Toyoda para detener la marea. Este fue el mayor esfuerzo de los legendarios terroristas suicidas, hundiendo 34 barcos, dañando 25 más allá de la reparación económica y 343 sufrieron daños en diversos grados. En la campaña terrestre, 48.193 militares murieron, resultaron heridos o desaparecieron en la campaña para asegurar la isla. Al final de la batalla, las tres cuartas partes de los oficiales japoneses murieron o se suicidaron. Solo un puñado de oficiales sobrevivió a la batalla, aunque más soldados capitularon. El 7 de abril, el gran acorazado japonés Yamato fue comisionado y enviado a utilizar un método kamikaze, con nombre en código Ten-Go, pero fue hundido. El vicealmirante Seiichi Ito y el comandante del acorazado, Kosaku Aruga, murieron en la misión fatal, y el acorazado fue destruido antes de que pudiera enfrentarse a la armada estadounidense. El control del Los Volcanes y las islas Ryūkyū ayudó a las Fuerzas Aéreas del Ejército de los Estados Unidos a realizar misiones contra objetivos en Honshu y Kyushu, y la primera incursión tuvo lugar en Tokio, del 9 al 10 de marzo.

## Biografía
- Drea, Edward J. (1998). "An Allied Interpretation of the Pacific War". In the Service of the Emperor: Essays on the Imperial Japanese Army. Nebraska: University of Nebraska Press. ISBN 0-8032-1708-0.
- Dyer, George Carroll. "The Amphibians Came to Conquer: The Story of Admiral Richmond Kelly Turner". United States Government Printing Office.